# 杨文海 (临县)
杨文海（1911年—），山西临县人。中华人民共和国政治人物。
早年担任中共中央西北局党校教研室副主任、教务主任。中华人民共和国成立后，担任中共中央西北局党校副校长、中共陕西省委党校第一书记、省委监察委员会副书记；后担任中共陕西省委常委、纪律检查临时委员会第二书记、省委组织部部长。1979年，担任陕西省第五届人大常委会副主任。